# فهرست آثار محمدرضا لطفی

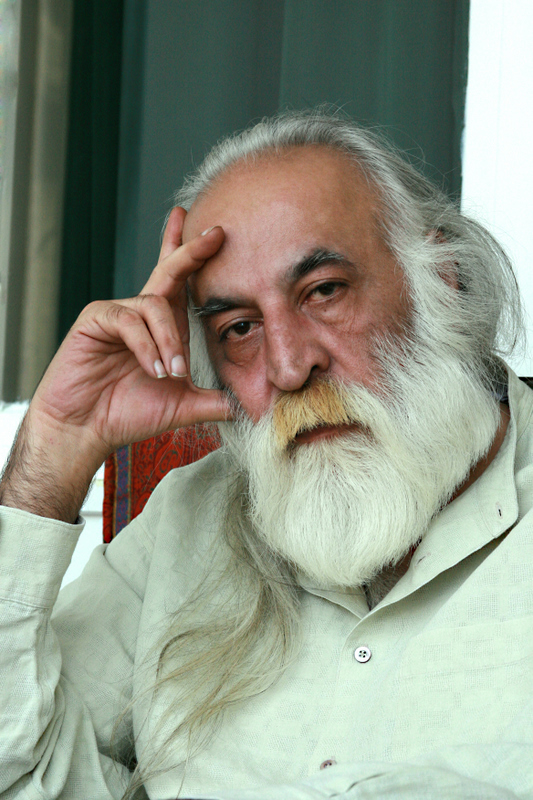
محمدرضا لطفی، نوازندهٔ برجستهٔ تار و سه‌تار

محمدرضا لطفی (۱۷ دی ۱۳۲۵ در گرگان – ۱۲ اردیبهشت ۱۳۹۳ در تهران) ردیف‌دان، موسیقی‌دان، آهنگ‌ساز، نوازندهٔ برجستهٔ تار و سه‌تار، همچنین پژوهشگر و مدرس موسیقی سنتی ایرانی بود.

## موسیقی
| آثار                          | آثار         | آثار                                        | آثار    | آثار                            | آثار           | آثار |
| ----------------------------- | ------------ | ------------------------------------------- | ------- | ------------------------------- | -------------- | --- |
| نام آلبوم                     | سال انتشار   | آهنگ‌ساز                                     | نوازنده | خواننده                         | ناشر           | توضیحات |
| از میان ریگ‌ها و الماس‌ها       | -            | آری                                         | آری     | -                               |                | محمدرضا لطفی (بداهه‌نوازی تار) - احسان طبری (شعرخوانی) |
| جان جان                       | ۱۳۵۵         | آری                                         | آری     | محمدرضا شجریان                  | آوای شیدا      | نهمین آلبوم موسیقی از مجموعه ۱۲ آلبوم چاووش، اجرای گروه شیدا در دستگاه سه‌گاه، اشعار از عطار و هوشنگ ابتهاج، مربوط به جشن هنر طوس (تیر ۱۳۵۵) |
| کنسرت شیدا                    | ۱۳۵۶         | آری                                         | آری     | هنگامه اخوان                    |                | روی (الف): بزرگداشت قمرالملوک وزیری، اجرا در سال ۱۳۵۶ |
| هنگامه اخوان و لطفی           |              | آری                                         | آری     | هنگامه اخوان                    |                | |
| به یاد عارف                   | ۱۳۵۷         | آری                                         | آری     | محمدرضا شجریان                  | آوای شیدا      | اجرای گروه شیدا، اولین آلبوم از مجموعهٔ چاووش، اجرا در در آواز بیات ترک (سال ۱۳۵۶) که ابتدا با نام چاووش ۱ (به یاد عارف) شناخته می‌شد و امروزه با نام به یاد عارف تصحیح شده و توسط آوای شیدا به بازار آمده‌است، با توجه به این که در آن زمان موسیقی سنتی ایرانی در انزوا بود و موسیقی غربی در ایران رواج بیش تری پیدا کرده بود این اثر از اولین آثاری است که موسیقی سنتی را دوباره احیا کردند. |
| سپیده                         | ۱۳۵۸         | آری                                         | آری     | محمدرضا شجریان                  |                | اجرا در دستگاه ماهور، دربرگیرندهٔ تصنیف معروف ایران ای سرای امید (شعر از ه. الف. سایه) که در شب ۲۲ بهمن ۱۳۵۷ اولین سرودی بود که از رادیو پخش شد، ضبط شدهٔ یکی از کنسرت‌های گروه شیدا، اجرا در آذرماه ۱۳۵۸ |
| عشق داند                      | ۱۳۵۹         | آری                                         | آری     | محمدرضا شجریان                  | دل آواز        | کنسرت ابوعطا، اسفند ۱۳۵۹ |
| چاووش ۱–۱۲                    | مجموعه آلبوم | آری                                         | آری     | محمدرضا شجریان، شهرام ناظری     |                | شامل ۱۲ آلبوم موسیقی است که از نظر اجتماعی نقش بسیار مهمی در همراهی مهم‌ترین رویداد سیاسی اجتماعی پنجاه سال اخیر ایران داشته‌اند. |
| موسیقی متن فیلم حاجی واشینگتن | ۱۳۶۱         | آری                                         | آری     |                                 |                | حاجی واشینگتن فیلمی است به کارگردانی علی حاتمی. |
| به یاد طاهرزاده               | ۱۳۶۳         | آری                                         | آری     | صدیق تعریف                      | آوای شیدا      | مکتب اصفهان به یاد حسین طاهرزاده در دستگاه سه گاه، اجرا توسط گروه شیدا و گروه عارف به سرپرستی محمدرضا لطفی. |
| بیداد                         | ۱۳۶۴         | پرویز مشکاتیان                              | آری     | محمدرضا شجریان                  | دل آواز        | بخش اول در دستگاه همایون با آهنگ‌سازی پرویز مشکاتیان بخش دوم در همایون و شور با نوازندگی تار غلامحسین بیگجه‌خانی. |
| چشمه نوش                      | ۱۳۷۲         | آری                                         | آری     | محمدرضا شجریان                  | دل آواز        | اجرا در دستگاه راست پنجگاه (مرکب‌خوانی) |
| چهارگاه                       | ۱۳۷۲         | آری                                         | آری     | آری                             | آوای شیدا      | بداهه‌نوازی تار و آواز (محمدرضا لطفی)، تنبک (هومان پورمهدی)، اجرا در واشینگتن ۱۳۶۸ |
| به یاد درویش‌خان               | ۱۳۷۲         | آری                                         | آری     | نصرالله ناصح پور                | آوای شیدا      | تکنوازی سه‌تار (لطفی)، تنبک ناصر فرهنگ‌فر، اجرای تصنیف از نصرالله ناصح‌پور |
| گریه بید                      | ۱۳۷۲         | آری                                         | آری     | آری                             | آوای شیدا      | محمدرضا لطفی (تار، سه تار) محمد قوی‌حلم (دف، تنبک)، سه‌گاه، اصفهان، کنسرت پاریس ۱۹۹۵ |
| معمای هستی                    | ۱۳۷۶         | آری                                         | آری     | محمدرضا شجریان                  | دل آواز        | اجرا در دستگاه دستگاه شور پایگاه تخصصی لطیفهٔ نهانی، برگرفته از کتاب هزار گلخانه آواز، نوشتهٔ حمید جواهریان. |
| ردیف آوازی عبدالله دوامی      | ۱۳۷۶         |                                             | آری     | عبدالله دوامی                   |                | روایت و اجرای عبدالله دوامی، محمدرضا لطفی (تار) |
| چهره به چهره                  | ۱۳۷۷         | آری                                         | آری     | محمدرضا شجریان                  | دل آواز        | اجرا در سال ۱۳۵۶ (حافظیه شیرازی، جشن هنر) در دستگاه نوا |
| راست‌پنجگاه                    | ۱۳۷۷         | محمدرضا لطفی، علی اکبر شیدا                 | آری     | محمدرضا شجریان                  | دل آواز        | اجرا در سال ۱۳۵۴ (در حافظیه شیراز، جشن هنر)، انتشار ۱۳۷۷ پایگاه مجازی تخصصی لطیفهٔ نهانی، برگرفته از کتاب هزار گلخانه آواز، نوشتهٔ حمید جواهریان. |
| رمز عشق                       | ۱۳۷۷         | آری                                         | آری     |                                 | آوای شیدا      | این آلبوم حاصل ضبط زندهٔ کنسرت محمدرضا لطفی و محمد قوی‌حلم در آوریل سال ۱۹۹۴ در کپنهاگ است. در دستگاه ماهور و آواز دشتی |
| بیخود شده                     |              | آری                                         | آری     |                                 |                | محمدرضا لطفی، محمد قوی‌حلم، عبدالنقی افشارنیا، امید لطفی (کنسرت ۱۹۹۷ زوریخ) |
| بسته نگار                     |              | آری                                         | آری     |                                 |                | محمدرضا لطفی (تار)، مجید کیانی (سنتور) |
| صد سال تار                    | ۱۳۸۰         | آری                                         | آری     |                                 | ماهور          | گزیده‌ای از شیوه‌های تارنوازی در دوران معاصر |
| یادواره استاد مهدی کمالیان    | ۱۳۸۲         | آری                                         | آری     | رجبعلی امیری فلاح، مهدی کمالیان | آوای باربد     | آواز و سه‌تار مهدی کمالیان با همراهی سعید هرمزی، رجبعلی امیری فلاح و محمدرضا لطفی در سال‌های ۱۳۵۱، ۱۳۵۲، ۱۳۵۳ و ۱۳۶۲ |
| جام تهی                       | ۱۳۸۳         | فریدون شهبازیان، محمدرضا لطفی، ابوالحسن صبا | آری     | محمدرضا شجریان                  | راویان هنر شرق | این اثر در اوایل دههٔ ۵۰، ساخته و تنظیم شده بود و از برنامهٔ گل‌های تازه با شمارهٔ ۷۷ با نام پر کن پیاله را پخش شده بود، تنظیم‌کننده: فریدون شهبازیان، اشعار از فریدون مشیری و هوشنگ ابتهاج |
| قافله‌سالار                    | ۱۳۸۴         | آری                                         | آری     | آری                             | آوای شیدا      | نوا، راست پنجگاه |
| پرواز عشق                     | ۱۳۸۴         | آری                                         | آری     |                                 | آوای شیدا      | لطفی (تار)، ناصر فرهنگ‌فر (تنبک)، اجرای خصوصی تابستان ۱۳۶۳، یادوارهٔ ناصر فرهنگ‌فر در دستگاه سه‌گاه، آواز بیات اصفهان |
| خموشانه                       | ۱۳۸۵         | آری                                         | آری     | آری                             | آوای شیدا      | بداهه‌نوازی سه‌تار و کمانچه در ابوعطا، بیات ترک لطفی، تنبک (محمد قوی‌حلم)، کنسرت رادیو فرانسه پاییز ۲۰۰۰، کنسرت بازل سوئیس ۱۹۹۸ |
| یادواره استاد نورعلی برومند   | ۱۳۸۶         | آری                                         | آری     | نصرالله ناصح پور                | آوای شیدا      | گروه همنوازان شیدا، دستگاه شور |
| همیشه در میان                 | ۱۳۸۶         | آری                                         | آری     |                                 | آوای شیدا      | بداهه‌نوازی تار و سه‌تار در شور و دشتی، کنسرت کلن فوریه ۱۹۸۷، اجرای خصوصی ایران ۱۳۶۲، لطفی (تار، سه تار)، محمد هاشمی، ناصر فرهنگ‌فر (تنبک) |
| تنها یک خاطره                 | ۱۳۸۶         | آری                                         | آری     |                                 | آوای شیدا      | حاصل نوازندگی و تمرینِ محمدرضا لطفی و فرامرز پایور در منزل هوشنگ ابتهاج به‌سال ۱۳۵۵ |
| صد سال سه تار                 | ۱۳۸۶         | آری                                         | آری     |                                 | ماهور          | گزیده‌ای از شیوه‌های سه تارنوازی در دوران معاصر |
| کنسرت کاخ نیاوران             | ۱۳۸۶         | آری                                         | آری     |                                 | آوای شیدا      | شامل اجرای محمدرضا لطفی و محمد قوی‌حلم در تاریخ ۱۵ تا ۱۷ تیرماه ۱۳۸۶ در فضای باز کاخ نیاوران |
| ردیف میرزاعبدالله             | ۱۳۸۷         | درویش‌خان                                    | آری     | علیرضا شاه‌محمدی                 | آوای شیدا      | گروه بانوان شیدا، آثاری از درویش‌خان |
| وطنم ایران                    | ۱۳۸۷         | آری                                         | آری     | محمد معتمدی                     | آوای شیدا      | اجرای گروه همنوازان شیدا |
| یادواره عارف قزوینی           | ۱۳۸۷         |                                             | آری     | محمد معتمدی                     | آوای شیدا      | گروه همنوازان شیدا، آثار: عارف قزوینی، درویش خان، مرتضی محجوبی |
| کنسرت گروه بازسازی شیدا       | ۱۳۸۷         | سرپرست                                      | آری     | امیر اثنی‌عشری                   | آوای شیدا      | کنسرت گروه بازسازی شیدا با اجرایی از استادان قدیم ایران در تالار وزارت کشور، اردیبهشت ۸۷ |
| بال در بال                    | ۱۳۸۸         | آری                                         | آری     | دکلمه: هوشنگ ابتهاج             | آوای شیدا      | تار (لطفی)، دکلمه شعر ه. الف. سایه، تنبک (محمد قوی‌حلم)، انتشار به مناسبت هشتادمین سال تولد ه. الف. سایه |
| ای عاشقان                     | ۱۳۸۸         | آری                                         | آری     | محمد معتمدی                     | آوای شیدا      | این آلبوم در بیات اصفهان توسط گروه بانوان شیدا اجرا شده که محمدرضا لطفی در بخش‌هایی از آن به تکنوازی سه‌تار و جواب آواز پرداخته‌است. |
| کنسرت گروه بانوان شیدا        | ۱۳۸۸         | آری                                         | آری     | علیرضا شاه‌محمدی                 | آوای شیدا      | ۲۵ آذر ۸۷ تالار بزرگ کشور (تصویری) |
| بهانه از توست                 | ۱۳۸۹         | آری                                         | آری     | آری                             | آوای شیدا      | محمدرضا لطفی (تار)، محمد قوی‌حلم (تنبک)، کنسرت آمریکا ۱۹۹۶ |
| سایه جان                      | ۱۳۸۹         | آری                                         | آری     | محمد معتمدی                     | آوای شیدا      | گروه همنوازان شیدا (کنسرت برج میلاد، اردیبهشت ۱۳۸۹) |
| پاسداشت از شیوه طاهرزاده      | ۱۳۸۹         | سرپرست                                      |         | امیر اثنی‌عشری                   | آوای شیدا      | «پاسداشت از شیوهٔ طاهرزاده» به سرپرستی محمدرضا لطفی و خوانندگی امیر اثنی‌عشری در سال ۱۳۸۹ منتشر شد، که در آن آوازی از سید حسین طاهرزاده بازسازی شده بود.[۶] |
| هزار مضراب-نم باران           | ۱۳۹۰         | آری                                         | آری     |                                 | آوای شیدا      | بخش اول: بداهه‌نوازی تار (لطفی) تنبک (محمد قوی‌حلم) - بخش دوم:اثر کوبه‌ای از (احمد خادم پر) |
| شبروان                        | ۱۳۹۰         | آری                                         | آری     |                                 | آوای شیدا      | محمدرضا لطفی (تار)، احمد مستنبط (تنبک)، مهرزاد هویدا (دف) |
| هنر گام زمان                  | ۱۳۹۱         | آری                                         | آری     | علیرضا فریدون پور               | آوای شیدا      | گروه همنوازان شیدا، آهنگ‌ها حاصل ضبط استودیویی یک کنسرت به نام کنسرت هنر گام زمان می‌باشند. |
| کنسرت هنر گام زمان            | ۱۳۹۱         | آری                                         | آری     | علیرضا فریدون پور               | آوای شیدا      | آلبوم تصویری، اجرای گروه همنوازان شیدا، اشعار از مولانا، سعدی شیرازی و ه. الف. سایه، اجرای زندهٔ قطعات آلبوم هنر گام زمان به علاوهٔ بداهه نوازی استاد محمدرضا لطفی با همراهی احمد مستنبط (نوازندهٔ تمبک) و مهرزاد هویدا (نوازندهٔ دف) |
| یادواره رضاقلی‌میرزا ظلی       | ۱۳۹۱         | آری                                         | آری     | سجاد مهربانی                    | آوای شیدا      | گروه بازسازی شیدا و محمدرضا لطفی (کمانچه)، محمد قوی‌حلم (تنبک)، آهنگسازان: مرتضی نی‌داوود، علی اکبر شهنازی، حبیب سماعی، محمدرضا لطفی، کنسرت نیاوران، تیرماه ۱۳۸۶ |
| جادوی سکوت                    | ۱۳۹۱         | حمیدرضا مرتضوی                              | آری     | علیرضا فریدون پور               | آوای شیدا      | گروه بزرگ همنوازان شیدا، با نظارت فنی و هنری و تکنوازی کمانچه محمدرضا لطفی، یادوارهٔ فریدون مشیری |
| زخمه ساز                      | ۱۳۹۲         | آری                                         | آری     | علیرضا فریدون پور               | آوای شیدا      | گروه بانوان شیدا |
| کنسرت شهر اصفهان              | ۱۳۹۲         | آری                                         | آری     |                                 | آوای شیدا      | محمدرضا لطفی (تار، سه تار)، نبیل یوسف شریداوی (دف)، سجاد منصوری (تنبک)، ۱۵ و ۱۶ تیر ۱۳۹۱، تقدیم به حسن کسایی |
| سربداران                      | ۱۳۹۲         | فرهاد فخرالدینی                             | آری     | بیژن کامکار                     | استودیو صبا    | موسیقی متن مجموعه تلویزیونی سربداران |

## کنسرت‌ها
- ۱۳۸۶-اولین کنسرت محمدرضا لطفی بعد از ۲۵ سال در کاخ نیاوران، اجرای شب نخست لطفی به سه بخش تقسیم می‌شد. ابتدا وی قطعاتی را در آواز افشاری با تار اجرا کرد و سپس در بخش دوم برنامه قطعاتی را در دستگاه سه گاه با کمانچه نواخت و در نهایت در بخش پایانی برنامه با سه تار خود قطعاتی را به صورت مرکب نوازی در آواز اصفهان و دستگاه شور نواخت. در لابلای هر سه بخش برنامه وی در قالب آواز یا تصنیف‌های ضربی اشعاری را خواند.[۳۲]
- ۱۳۸۸-اجرای گروه‌های سه‌گانه شیدا به سرپرستی و آهنگسازی محمدرضا لطفی در فرهنگسرای پایداری تهران[۳۳]
- ۱۳۸۹-کنسرت موسیقی محمد رضا لطفی و گروه همنوازان شیدا در شیراز شامل بداهه آمیزی و سروده‌هایی از حافظ[۳۴]
- ۱۳۸۹-اجرای محمدرضا لطفی در تهران[۳۵]
- ۱۳۹۰-کنسرت محمدرضا لطفی و گروه شیدا در سالن میلاد نمایشگاه بین‌المللی تهران[۳۶]
- ۱۳۹۲ -کنسرت محمدرضا لطفی در اهواز همراه با قطعاتی به صورت بداهه‌نوازی با اشعار مولانا و حافظ توسط محمدرضا لطفی اجرا شد.[۳۷]
- ۹ اردیبهشت ۱۳۹۲-کنسرت بداهه‌نوازی محمدرضا لطفی در جنوب و تبریز[۳۸]
- ۱۳۹۲- اجرای کنسرت محمدرضا لطفی تاریخ ۱۵ و ۱۶ تیرماه سال ۹۱ در تالار رودکی ملک شهر اصفهان این آلبوم ۲ سی دی دارد که سی دی اول شامل «بداهه نوازی سه تار در آواز بیات اصفهان» و سی دی دوم شامل «بداهه نوازی تار در دستگاه سه گاه» می‌باشد.[۳۹]

## نوشته‌ها
- لطفی، محمدرضا (۷ بهمن ۱۳۸۶). «صدفی در آب‌های شور». شهروند امروز (۳۵ (پیاپی ۶۶)): ۷۵−۷۶.